# Majere (Eslovàquia)
Majere és un poble i municipi d'Eslovàquia. Es troba a la regió de Prešov, al nord del país.
La primera referència escrita de la vila data del 1431.

## Demografia
| Godina             | 1994 | 2004   | 2014    | 2024    |
| ------------------ | ---- | ------ | ------- | ------- |
| Nombre de persones | 81   | 83     | 98      | 130     |
| Diferència         |      | +2,46% | +18,07% | +32,65% |

| Godina             | 2023 | 2024 |
| ------------------ | ---- | ---- |
| Nombre de persones | 125  | 130  |
| Diferència         |      | +4%  |